# Стара чаршија
Стара чаршија или Стари пазар (алб. Pazari i vjetër) у Ђаковици је најстарија чаршија на Косову и Метохији.
Стара чаршија је била срце привреде у Ђаковици, граду трговине и робе који је опслуживао села око општине Ђаковица и ђаковачке висоравни на граници између Косова и Албаније. Стара чаршија је изгорела у току бомбардовања 1999., али је након тога обновљена
Чаршија је повезана са центром града, удаљен само пет минута преко Исламбеговог моста. Простире се на површини од око 35.000 m2 (380.000 sq ft), а дужина њене главне улице је 1 км, са око 500 продавница које се налази дуж ње.

## Историја
Стара чаршија у Ђаковици настала је појавом првих занатлија и занатлијске обраде производа. У то време Ђаковица је добила статус касабе (малог града). Тада је Селман Хадим-ага поклонио неке јавне објекте на чаршији које је сам изградио.
Међутим, прве директне чињенице о Старој чаршији изнео је турски путописац Евлија Челебија, који је посетио Ђаковицу 1662. године и био задивљен лепотом и благом града и Ђаковчана. Између осталог, написао је: „Ђаковица има две хиљаде украшених кућа смештених у пространом пољу. Има две прелепе џамије, џамије без мунаре, ханове покривене оловом. Има прелепо јавно купатило (хамам) које прија срцу и око три стотине радњи са хиљаду врста заната. Осврћући се на утиске које су Ђаковчани оставили на њега, наставља: „Пошто има лепу климу, становници су лепи и љубазни“.
Као што се може видети од самог почетка, у Великој чаршији је постојао велики број радњи у којима су се развијале готово све врсте заната у циљу задовољења свих потреба становништва региона Ђаковице и извоза попут ових металопрерађивача, прерађивача коже, прерађивача текстила, лимара, седлара, шикара белих вунених капа, ћилима итд. Обрада метала обухватала је неке веома важне занате за то време, као што су оружар, сребрнар, производња бакарног посуђа, лимарија итд. У 18. веку се у Ђаковици помиње чувени оружар Туше, који се бавио не само њиховом израдом, већ и украшавањем. Као мајстор у производњи луксузног оружја, које су у то време без разлике захтевали сви друштвени слојеви, успео је да у овом веку створи „народну школу“ овог заната, до данас познату по његовом имену.
Занат резача, који је некада постојао у Ђаковици, био је старији од оружарског. Мајстори који су се бавили овим занатом израђивали су различите ножеве, попут димија, бодежа, јатагана итд.
Према речима енглеског писца Најта, Ђаковица је била један од најзанимљивијих градова, са становницима који су били искусни у обради метала.
Овде су конструисани луксузни лични предмети и други уметнички предмети, рађени у злату, сребру и бисерима. Радови сребрњака су одговарали не само укусу и захтевима локалног становништва, већ и страних земаља. Стога су сребнари свуда постали познати са својим уметничким производима. Теодор Антон Ипен је написао да се сребрни производи Ђаковице свуда тргују и да су „познати широм Албаније“. Међу ђаковачким сребрнарским производима за личну декорацију израђивало се прстење, минђуше, фезе итд. које су коришћене у локалним богатим породицама и које су се извозиле у Истанбул.
Према бугарском научнику из 19. века, Ивану Михову, Ђаковица је такође била међу најважнијим центрима производње луксузног оружја. Оружари из Ђаковице, постали су познати по производњи „ђаковачких пиштоља“.
У писму кнезу Милошу, 6. октобра 1837. године, каже се да у Књажевцу живи ђаковачки оружар Бајрам Мустафа са своја два сина шегрта, на кога су се жалиле локалне занатлије.
Туше је важио за најталентованијег мајстора за израду и украшавање оружја. Према Францу Ноптшеу, Ђаковица је касније постала позната и по производњи пушака типа „мартин“ и била је јак конкурент у продаји овог производа на домаћем тржишту. Између осталог, произвођачи би ишли на сточне сајмове у Ивањицу, где би успешно продавали своје производе. Ђаковачке занатлије су производиле патроне за Карађорђеве побуњенике. Према речима Самија Фрашерија, у Ђаковици се производило оружје, сребро, народне ношње и неке врсте свилених тканина.
Ђаковица је била позната и по рађењу кеча од вуне. Присуство Албанаца је Ђаковицу овековечило као град вунарског заната, од чега се овај занат проширио и на друге крајеве Косова и Метохије, северну Албанију, западну Македонију и Рашку. Поменута места су у 18. и 19. веку снабдевана белим вуненим капама из Ђаковице. Занатлије из Ђаковице су своје радионице отварали и у Тетову, у Новом Пазару, у Сјеници и Сарајеву.
Занатска комора Ђаковице је пре Другог светског рата имала регистрована 16 продавница вунених капа.
Од 18. века, посебно у 20. веку, поред обраде метала, наставља се и прерада вуне, свиле итд. У староој чаршији производили су се и продавали у великим количинама овакви производи.
У Ђаковици су кројачи били подељени у категорије према градским друштвеним класама. Овај занат постојао је у Ђаковици до 1970-их година. Овим занатом се данас баве само жене, што је јединствена и карактеристична појава за овај занат и типично за Ђаковицу.
Према Ивану Степановичу Јастребову, Ђаковица је била богата кројачима. У периоду 1945-1963. године Ђаковица је имала дупло више кројача него било који други град на Косову и Метохији. Приштина је имала 39 кројачких и кројачких радњи, Косовска Митровица 61, Призрен 60, Пећ 56, док је Ђаковица имала 112.
Производња коже дала је подстицај и развоју заната крзнара (кожара). Крзнари су производили сандуке за дуван и новац, каишеве, новчанике, појасеве (кожне), седла, узде и друге потребне производе за снабдевање транспортних и торбарских животиња. Седла су била најдрагоценији предмети које су производили крзнари, али крајем 19. века почиње пад ових заната.
Израда мокасина је био занат везан за производњу коже. Постојао је на Старој чаршији од раних времена. Међутим, производња обуће утицала је на пад ове производње 1890-их година. Милер пише: „прерада дивље коже у крзна и овчије коже врши се у Пећи и Ђаковици“. У Ђаковици је развијен занат ћилимара од козје вуне, који је био везан за начин превоза робе на коњима, у караванима". Почетком 20. века ђаковачки ћилимари прерадили су 2 хиљаде килограма козје вуне.
Приштина и Ђаковица биле су познате и по производњи лула. Овај занат је у ова два центра постојао до касних шездесетих година 20. века. Некада су се овим занатом бавили и кујунџије, које су се посебно бринуле о украшавању дугих лула.
Најстарија чибукарска породица била је породица Зејнулаха Рамаданија, који је до око 1958. држао своју радњу на Старој чаршији.
Столари, који су имали своје радње, многе у Улици кутијара, али и у другим деловима Старе чаршије и другим деловима града, радили су и ручним алатом резбарили предмете за свакодневне потребе у домаћинству, грађевинарству и занатству. Украшавали су луксузне производе бојама и резбарењем.
Друга интересантна карактеристика Ђаковице, био је књиговезнички занат, који се бавио увезивањем различитих књига и рукописа. Обично су то били људи који су неговали леп рукопис. Овим занатом су се у Ђаковици традиционално, с колена на колено бавили чланови породице Доли. У другој половини 19. века помиње се Бајрам Јусуф Доли (1833–1917) неисцрпни преписивач рукописа, који се, поред књиговезачког заната, бавио и звањем учитеља.
Занат о коме постоји врло мало података је производња музичких инструмената. Зна се само да је у Ђаковици у другој половини 19. века живео познати певач и музичар Рамадан Гунга, који је своју породицу издржавао својим занатом мајстора израде музичких инструмената, попут шаргија и двожичаних лаута и да је имао радњу и да је на пазарни дан свирао лепе мелодије да рекламира своју робу.
Према неким статистикама, почетком 20. века у Ђаковици је било 400 занатлија. Снажан развој занатства подстакао је и развој трговине. „Ђаковчани имају склоност ка пољопривреди, али су више наклоњени трговини. Одлазе у далека места где отварају своје дућане, гостионице и сл. да би обезбедили живот“, писало је у годишњаку косовског вилајета 1887. године. Према подацима из 1720-их, приштински и ђаковачки трговци су своју робу превозили прво у Дубровник, а затим у Италију. Године 1827. Салих Ђаковица и Керсто Ђаковица послали су у Сарајево барут, пушке и кремен, док су годину дана касније Хасан Ђаковица и његов нећак Хамза послали три бале пушака у друге делове Србије. Према записницима царине Пожеге, Алексинца, Крагујевца, Мокре Горе, Београда итд, трговци из Ђаковице су продавали своју робу као што су свилени галони, дуван, пиринач, кукуруз, јегуље, бритве, ђонови, ловачке пушке двоцевке, пиштољи, дуге пушке, патроне, барут, кремени камен, восак, бурмут, различите коже, со, уље, памук, памучне огрлице, памучне траке, сребрни галони, мараме, смокве итд. Али Сулејмани из Ђаковице је 1837. године превезао 56 товара овчије коже и друге робе у износу од 283,38 гроша, преко Београда у Аустрију, док је Халил Добруна 1841. године преко Србије у Аустрију превезао галоне у износу од 1800 гроша и 21,5 гроша. товари марошке коже (сафтјан).
Према Милеру: „Овчарство је развијено, посебно у околини Ђаковице, и овчија вуна чини значајан извозни артикал. Од познатијих трговаца помиње се богата Хајдарова породица која се бавила спољном трговином вуном. Имали су своје огранке у Видину, у Будимпешти, у Бечу, у Солуну, у Истанбулу итд. Поред овога, имали су и велика имања у околини Ниша, Лесковца и Врања, која су држали до 1878. године“.